# Миткалик Володимир Сильвестрович
Миткалик Володимир Сильвестрович (нар.29.7.1946 — пом.27.10.2000) — український журналіст, письменник.

## Життєпис
Народився у селянській родині у смт Маневичі Маневицького району Волинської області. Закінчив середню школу у смт Маневичі у 1964 році. Після закінчення школи працював у редакції районної газети. У 1966 році вступив на факультет журналістики Львівського державного університету ім. І. Франка, який закінчив 1971 року.
Працював кореспондентом у редакціях газет: «Молодий ленінець» (1971—1974 рр.) у Луцьку, «Крымский комсомолец» (1974—1975 рр.) у Сімферополі, «Комсомольское знамя» (1975—1979 рр.) у Києві.
З 1979 до 1983 року працював в Облтелерадіокомітеті, а з 1983 до 1985 року — заступником головного редактора у республіканському книжковому видавництві «Таврія».
З 1985 року знову повернувся до газетярської роботи, спочатку в газеті «Крымская правда» (до 1992 р.), потім — у «Кримській світлиці» (1992—1993 рр.), у київському часописі «Вісті з України», котрий розповсюджувався далеко за межами України.
У травні 1995 року був обраний на посаду головного редактора газети «Кримська світлиця», де пропрацював більше 5 років, аж до раптової смерті 27 жовтня 2000 року.
За 5,5 років керівництва В. Миткаликом «Кримською світлицею», вона стала справді всеукраїнською, спрямованою на відродження в автономії української мови, духовності і культури. Почали виходити додатки до газети — «Будьмо!», «Джерельце», та «КримСпорт».

## Творчість
У своєму творчому доробку, крім численних публікацій у газетах і журналах, мав кілька книг: «Я работаю на транспорте» (1984 р., «Таврія»), «Есть идея!..» (1989 р., «Таврія»), «В гостях у Диониса» (1993 р., «Таврида»). Був співавтором документальної повісті «Межиріччя» та автором документальної повісті «Село моє — моя родино…» . Рукописи обох книжок, що розповідають про складне й водночас героїчне минуле жителів Волині, пролежавши у 80-х роках тривалий час у видавництвах, так і не змогли побачити світ через протидію бюрократів і партійних функціонерів.

## Громадська діяльність
Володимир Миткалик був одним з активних організаторів проведення Днів української преси і книги в Криму, що проходили у 1998 і 1999 роках.
У 1999 році розпочав роботу Всеукраїнський інформаційно-культурний центр, де В. Миткалик на громадських засадах обіймав посаду генерального директора. Хоча ВІКЦ був створений на виконання двох постанов Кабінету Міністрів України від 11.08.1995 р. № 636 і 08.09.1997 р. № 998, лише під керівництвом В. Миткалика почав активну діяльність.